# Aeroportul Anshan Teng'ao
Aeroportul Anshan Teng'ao (IATA: AOG, ICAO: ZYAS) este un aeroport din Qianshan District⁠(d), Anshan⁠(d), Liaoning, Republica Populară Chineză ce deservește zona Anshan⁠(d). Aeroportul a fost tranzitat în 2022 de 36.596 de pasageri. A fost numit după zona deservită.
Aeroportul dispune de o singură pistă.